# رها کردن
رها کردن (انگلیسی: Let Go) نخستین آلبوم استودیویی آوریل لوین; خواننده-ترانه‌پرداز آمریکایی است. این آلبوم در ۴ ژوئن ۲۰۰۲ توسط اریستا رکوردز منتشر شد. برای یک‌سال بعد از امضاء قرارداد همراه با آریستا، لوین به دلیل تعارضات در راستای موسیقی‌اش در حال کشمکش بود. لوین به لس آنجلس در کالیفرنیا نقل مکان کرد و شروع به ضبط موسیقی و تدارکات برای آن نمود. او برای شناسایی اینکه کدام لیبل باید مورد استفاده قرار بگیرد همراه با تیم ضبط موسیقی ماتریکس پیوست.
آلبوم در ۴ ژوئن ۲۰۰۲، در ایالات متحده عرضه شد و چندی پس از عرضه در بیلبورد ۲۰۰ توانست رتبه ۲ را بگیرد، همچنین در استرالیا، کانادا و بریتانیا در مقام اول قرار بگیرد. این موفقیت توانست لوین را در سن ۱۷ سالگی به جوان‌ترین خواننده تک که توانسته بود تا همان زمان در رتبه اول در بریتانیا قرار بگیرد تبدیل کند. با پایان ۲۰۰۲، آلبوم توانست گواهینامه چهار-بار پلاتین را از طرف RIAA بگیرد و او را به عنوان پرفروش‌ترین خواننده زن سال ۲۰۰۲ و پرفروش‌ترین آلبوم-اول سال ثبت کند. با آمدن مه ۲۰۰۳، این آلبوم بیش از ۱٬۰۰۰٬۰۰۰ نسخه در کانادا به فروش رسانید و از سوی انجمن صنعت ضبط موسیقی کانادا گواهینامه الماس را گرفت. از سال ۲۰۰۹، فروش این آلبوم از مرز ۱۶ میلیون نسخه به صورت جهانی گذشت، و تنها با فروش ۶ میلیون نسخه در ایالات متحده، RIAA گواهینامه شش‌بار-پلاتین را به آن اعطا کرد. آلبوم در پایان سال به عنوان بزرگ‌ترین «آلبوم آغازین» سال ۲۰۰۲ در سبک پاپ شناخته شد.

## پیشینه
در نوامبر ۲۰۰۰، کن گرانگارد، یکی از نمایندگان A&R، آنتونیو رید رئیس-آینده آریستا رکوردز، را دعوت به دیدار با تهیه‌کننده پیتر زی‌زو در استودیوی آن‌ها در منهتن نمود تا صدای لوین را بشنوند. آزمایش ۱۵ دقیقه‌ای لوین، باعث تحت تأثیر قرار گرفتن رید شد و او بلافاصله قراردادی به ارزش ۱٫۲۵ میلیون دلار برای دو آلبوم و یک ۹۰۰٬۰۰۰ دلار اضافی را برای پیش‌پرداخت انتشارات همراه به لوین امضاء کرد. در همین زمان، او احساس می‌کرد که به‌طور طبیعی با دسته اسکیترهای دوران دبیرستانش تطابق زیادی دارد، تصویری که در اولین آلبومش دیده می‌شد. او حالا همراه با یک ناشر قرارداد امضاء کرده بود و تمام سعی‌اش را در موسیقی متمرکز کرده بود، اما هنوز مجبور بود که والدینش از این تصمیمش اطلاع دهد. «من نمی‌خواستم این [قرار موسیقی] را برگشت بدهم. در تمام عمرم این رؤیای من بوده. آنها [پدر و مادرم] می‌دانند که چه قدر من این را می‌خواستم و چه‌قدر برای آن تلاش کرده‌ام.»
اولین تک‌آهنگ لوین، «پیچیده» در استرالیا رتبه اول و در ایالات متحده رتبه دوم را گرفت، این ترانه همچنین یکی از بهترین و پرفروش‌ترین ترانه‌های کانادا در سال ۲۰۰۲ بود که همچنین در شوی تلویزیونی نوجوانان «داوسونز کریک» به نمایش درآمد. «پیچیده» بعدها به ۱۰۰ ترانه برتر دهه راه یافت و رتبه ۸۳ را گرفت.
دیگر تک‌آهنگ‌ها، «اسکیتر بوی» و «با تو هستم» به فهرست ۱۰ برتر ایالات متحده وارد شدند. در نتیجه این سه تک‌آهنگ برتر، لوین دومین هنرمند در تاریخ است که توانسته با اولین آلبومش سه تک‌آهنگ شماره ۱ را در بیلبورد مین‌استریم ۴۰ برتر داشته باشد. برای موزیک‌ویدئوی «پیچیده»، لوین به عنوان "بهترین هنرمند نو" در سال ۲۰۰۲ از طرف ام‌تی‌وی شناخته شد. او چهار جایزه جونو را در سال ۲۰۰۳ برنده شد و برای شش‌تای دیگر نامزد شد. او جایزه موسیقی دنیا را برای "پرفروش‌ترین خواننده کانادایی در دنیاً برنده شد و برای هشت جایزه گرمی نامزد شد که شامل "بهترین هنرمند نو" و "ترانه سال" برای «پیچیده» (۲۰۰۳) بود.
در ۲۰۰۲، لوین نقشی به عنوان هنرمند برجسته در موزیک ویدیوی «"هزاران میلیون"» از گروه پاپ پانک «تربل چارجر» ظاهر شد. در مارس ۲۰۰۳، لوین روی جلد مجله رولینگ استون ظاهر شد و بعداً در مه ترانه «سوخت» را در طول نمایش ام‌تی‌وی برای احترام به متالیکا انجام داد. در طول اولین تور موسیقی‌اش، تور «سعی کن مرا خفه کنی» لوین ترانه «بسکت کیس» را از گرین دی اجرا کرد.

## فهرست ترانه‌ها
| شماره | نام                       | پانویس   | مدت‌زمان |
| ----- | ------------------------- | -------- | ------- |
| ۱     | از دست دادن درک           | [ پ ۳ ]  | ۳:۵۳    |
| ۲     | پیچیده                    | [ پ ۴ ]  | ۴:۰۳    |
| ۳     | اسکیتر بوی                | [ پ ۵ ]  | ۳:۲۳    |
| ۴     | با تو هستم                | [ پ ۶ ]  | ۳:۴۲    |
| ۵     | متحرک                     | [ پ ۷ ]  | ۳:۳۱    |
| ۶     | ناخواسته                  | [ پ ۸ ]  | ۳:۴۰    |
| ۷     | فردا                      | [ پ ۹ ]  | ۳:۴۸    |
| ۸     | هیچ چیز جز معمولی         | [ پ ۱۰ ] | ۴:۱۰    |
| ۹     | چیزهایی که هیچ‌گاه نمی‌گویم | [ پ ۱۱ ] | ۳:۴۳    |
| ۱۰    | دنیای من                  | [ پ ۱۲ ] | ۳:۲۶    |
| ۱۱    | هیچ‌کس دست نمی‌اندازد       | [ پ ۱۳ ] | ۳:۵۶    |
| ۱۲    | خواستن بیش از حد          | [ پ ۱۴ ] | ۳:۴۴    |
| ۱۳    | عریان                     | [ پ ۱۵ ] | ۳:۲۸    |
| ۱۴    | چرا                       | [ پ ۱۶ ] | ۳:۵۹    |

## رتبه‌ها و گواهینامه‌ها
| جدول                          | اوج رتبه |
| ----------------------------- | -------- |
| جدول آلبوم‌های موسیقی استرالیا | ۱        |
| جدول آلبوم‌های موسیقی اتریش    | ۲        |
| جدول آلبوم‌های موسیقی آرژانتین | ۱        |
| جدول آلبوم‌های موسیقی کانادا   | ۱        |
| جدول آلبوم‌های موسیقی هلند     | ۴        |
| جدول آلبوم‌های موسیقی فرانسه   | ۱۳       |
| جدول آلبوم‌های موسیقی آلمان    | ۲        |
| جدول آلبوم‌های موسیقی ایتالیا  | ۶        |
| جدول آلبوم‌های موسیقی ژاپن     | ۱        |
| جدول آلبوم‌های موسیقی نیوزیلند | ۱        |
| جدول آلبوم‌های موسیقی نروژ     | ۳        |
| جدول آلبوم‌های موسیقی سوئد     | ۶        |
| جدول آلبوم‌های موسیقی سویس     | ۲        |
| جدول آلبوم‌های موسیقی بریتانیا | ۱        |
| بیلبورد ۲۰۰ ایالات متحده      | ۲        |

| جدول                          | گواهینامه‌ها | فروش        |
| ----------------------------- | ----------- | ----------- |
| جدول آلبوم‌های موسیقی استرالیا | ۷x پلاتین   | ۵۰۰٬۰۰۰+    |
| جدول آلبوم‌های موسیقی برزیل    | ۳x پلاتین   | ۳۰۰٬۰۰۰+    |
| جدول آلبوم‌های موسیقی آرژانتین | ۱x پلاتین   | ۴۰٬۰۰۰+     |
| جدول آلبوم‌های موسیقی کانادا   | الماس       | ۱٬۰۰۰٬۰۰۰+  |
| جدول آلبوم‌های موسیقی فرانسه   | ۲x پلاتین   | ۴۵۰٬۰۰۰+    |
| جدول آلبوم‌های موسیقی آلمان    | ۳x طلا      | ۴۵۰٬۰۰۰+    |
| جدول آلبوم‌های موسیقی یونان    | طلا         | ۱۵٬۰۰۰      |
| جدول آلبوم‌های موسیقی ژاپن     | الماس       | ۱٬۰۰۰٬۰۰۰+  |
| جدول آلبوم‌های موسیقی مکزیک    | طلا         | ۷۵٬۰۰۰+     |
| جدول آلبوم‌های موسیقی ایتالیا  | الماس       | ۵۰۰٬۰۰۰+    |
| جدول آلبوم‌های موسیقی بریتانیا | ۵x پلاتین   | ۱٬۵۰۰٬۰۰۰+  |
| بیلبورد ۲۰۰ ایالات متحده      | ۶x پلاتین   | ۶٬۰۰۰٬۰۰۰+  |
| جهانی                         | ۸x پلاتین   | ۱۶٬۰۰۰٬۰۰۰+ |

## اعضاء در این آلبوم
| افراد اجرایی - آوریل لوین: هنرمند اصلی، گیتار، خواننده - جف الن: باس - جو بونادیو: درام - جاش فریس: درام - کلیف مگنس: باس، گیتار، درامز، گیتار الکتریکی، کیبرد، درام لوپ - جری لئونارد: گیتار - سوزی کاتایاما: ویولون سل - الکس النا: درامز - کرت فراسکا: گیتار، وسایل گوناگون - پیتر زی‌زو: گیتار - کرکی جیمز: گیتار | افراد فنی - کلیف مگنس: برنامه‌ریزی، تهیه‌کننده، طراحی - ال. ای رید: تهیه‌کننده اجرایی - ریک کر: طراحی - لئون زرووس: مسترینگ - کرت فراسکا: برنامه‌ریزی، تهیه‌کننده، طراحی - پیتر زی‌زو: سازمان‌گرا، تهیه‌کننده، طراحی، وسایل پیشرفته - جان برمن: طراح - آوریل لوین: طراحی هنرها - جن اسکاتوروو: برنامه‌ریزی، وسایل پیشرفته |

فهرست اعضاء از وبسایت barnesandnoble.com اقتباس شده‌است.

## برابرهای انگلیسی
1. ↑  Dawson's Creek
2. ↑  Hundred Million by Treble Charger
3. ↑  Losing Grip
4. ↑  Complicated
5. ↑  Sk8er Boi
6. ↑  I'm With You
7. ↑  Mobile
8. ↑  Unwanted
9. ↑  Tomorrow
10. ↑  Anything But Ordinary
11. ↑  Things I'll Never Say
12. ↑  My World
13. ↑  Nobody's Fool
14. ↑  Too Much to Ask
15. ↑  Naked
16. ↑  Why